# Élections législatives de 1988 en Eure-et-Loir
Les élections législatives françaises de 1988 se déroulent les 5 et 12 juin 1988.  Dans le département d'Eure-et-Loir, quatre députés sont à élire dans le cadre de quatre circonscriptions.

## Élus
| Circonscription | Député sortant        | Parti                 | Parti                 | Député élu ou réélu | Parti | Parti    |
| --------------- | --------------------- | --------------------- | --------------------- | ------------------- | ----- | -------- |
| 1re             | Scrutin proportionnel | Scrutin proportionnel | Scrutin proportionnel | Georges Lemoine     |       | PS       |
| 2e              | Scrutin proportionnel | Scrutin proportionnel | Scrutin proportionnel | Martial Taugourdeau |       | RPR      |
| 3e              | Scrutin proportionnel | Scrutin proportionnel | Scrutin proportionnel | Bertrand Gallet     |       | PS       |
| 4e              | Scrutin proportionnel | Scrutin proportionnel | Scrutin proportionnel | Maurice Dousset     |       | UDF (PR) |

## Positionnement des partis
L'UDF et le RPR se présentent unis sous l'étiquette « Union du Rassemblement et du Centre » tandis que les candidats du Parti socialiste se rangent sous la bannière de la « Majorité présidentielle pour la France unie », slogan de la campagne présidentielle de François Mitterrand.

## Résultats

### Résultats à l'échelle du département
| Parti          | Parti                               | Premier tour | Premier tour | Second tour | Second tour | Sièges |
| Parti          | Parti                               | Voix         | %            | Voix        | %           | Sièges |
| -------------- | ----------------------------------- | ------------ | ------------ | ----------- | ----------- | ------ |
|                | Union pour la démocratie française  | 36 618       | 21,80        | 48 063      | 26,55       | 1      |
|                | Rassemblement pour la République    | 28 019       | 16,68        | 45 289      | 25,01       | 1      |
|                | Divers droite                       | 4 842        | 2,88         |             |             | 0      |
|                | Union du Rassemblement et du Centre | 69 479       | 41,36        | 93 352      | 51,56       | 2      |
|                |                                     |              |              |             |             |        |
|                | Parti socialiste                    | 54 649       | 32,53        | 87 710      | 48,44       | 2      |
|                | Mouvement des radicaux de gauche    | 14 455       | 8,60         | Retrait     | Retrait     | 0      |
|                | La France unie                      | 69 104       | 41,13        | 87 710      | 48,44       | 2      |
|                |                                     |              |              |             |             |        |
|                | Front national                      | 17 576       | 10,46        |             |             | 0      |
|                | Parti communiste français           | 11 041       | 6,57         | 0           |             |        |
|                | Extrême gauche                      | 803          | 0,48         | 0           |             |        |
|                |                                     |              |              |             |             |        |
| Inscrits       | Inscrits                            | 257 236      | 100,00       | 256 772     | 100,00      | 4      |
| Abstentions    | Abstentions                         | 85 789       | 33,35        | 71 420      | 27,81       |        |
| Votants        | Votants                             | 171 447      | 66,65        | 185 352     | 72,19       |        |
| Blancs et nuls | Blancs et nuls                      | 3 444        | 2,01         | 4 290       | 2,31        |        |
| Exprimés       | Exprimés                            | 168 003      | 97,99        | 181 062     | 97,69       |        |

### Résultats par circonscription

#### Première circonscription (Chartres)
| Candidat       | Candidat                      | Parti          | Premier tour | Premier tour | Second tour | Second tour |  |
| Candidat       | Candidat                      | Parti          | Voix         | %            | Voix        | %           |  |
| -------------- | ----------------------------- | -------------- | ------------ | ------------ | ----------- | ----------- |  |
|                | Georges Lemoine sortant réélu | PS             | 20 769       | 47,45        | 25 474      | 54,21       |  |
|                | Alain Robert                  | RPR (URC)      | 12 122       | 27,69        | 21 521      | 45,79       |  |
|                | Michel Rousseau               | Divers droite  | 4 842        | 11,06        |             |             |  |
|                | Jean de Montangon             | FN             | 3 914        | 8,94         |             |             |  |
|                | André Essirard                | PCF            | 2 127        | 4,86         |             |             |  |
|                |                               |                |              |              |             |             |  |
| Inscrits       | Inscrits                      | Inscrits       | 67 914       | 100,00       | 67 266      | 100,00      |  |
| Abstentions    | Abstentions                   | Abstentions    | 23 432       | 34,5         | 19 316      | 28,72       |  |
| Votants        | Votants                       | Votants        | 44 482       | 65,5         | 47 950      | 71,28       |  |
| Blancs et nuls | Blancs et nuls                | Blancs et nuls | 708          | 1,59         | 955         | 1,99        |  |
| Exprimés       | Exprimés                      | Exprimés       | 43 774       | 98,41        | 46 995      | 98,01       |  |

#### Deuxième circonscription (Dreux)
| Candidat       | Candidat                          | Parti          | Premier tour | Premier tour | Second tour | Second tour |  |
| Candidat       | Candidat                          | Parti          | Voix         | %            | Voix        | %           |  |
| -------------- | --------------------------------- | -------------- | ------------ | ------------ | ----------- | ----------- |  |
|                | Martial Taugourdeau sortant réélu | RPR (URC)      | 15 897       | 40,89        | 23 768      | 55,84       |  |
|                | Françoise Gaspard sortante        | PS             | 13 063       | 33,6         | 18 799      | 44,16       |  |
|                | Marie-France Stirbois             | FN             | 6 134        | 15,78        |             |             |  |
|                | Gisèle Quérité                    | PCF            | 1 770        | 4,55         |             |             |  |
|                | Christian Mager-Maury             | MRG            | 1 212        | 3,12         |             |             |  |
|                | Jacques Lefebvre                  | Extrême gauche | 803          | 2,07         |             |             |  |
|                |                                   |                |              |              |             |             |  |
| Inscrits       | Inscrits                          | Inscrits       | 60 162       | 100,00       | 60 158      | 100,00      |  |
| Abstentions    | Abstentions                       | Abstentions    | 20 611       | 34,26        | 16 574      | 27,55       |  |
| Votants        | Votants                           | Votants        | 39 551       | 65,74        | 43 584      | 72,45       |  |
| Blancs et nuls | Blancs et nuls                    | Blancs et nuls | 672          | 1,7          | 1 017       | 2,33        |  |
| Exprimés       | Exprimés                          | Exprimés       | 38 879       | 98,3         | 42 567      | 97,67       |  |

#### Troisième circonscription (Nogent-le-Rotrou)
| Candidat       | Candidat            | Parti          | Premier tour | Premier tour | Second tour | Second tour |  |
| Candidat       | Candidat            | Parti          | Voix         | %            | Voix        | %           |  |
| -------------- | ------------------- | -------------- | ------------ | ------------ | ----------- | ----------- |  |
|                | Patrick Hoguet      | UDF (PR)       | 15 334       | 37,06        | 22 271      | 49,4        |  |
|                | Bertrand Gallet élu | PS             | 10 398       | 25,13        | 22 809      | 50,6        |  |
|                | François Huwart     | MRG            | 8 806        | 21,28        | Retrait     | Retrait     |  |
|                | Hélène Utzinger     | FN             | 4 057        | 9,8          |             |             |  |
|                | Maurice Tropinat    | PCF            | 2 785        | 6,73         |             |             |  |
|                |                     |                |              |              |             |             |  |
| Inscrits       | Inscrits            | Inscrits       | 66 132       | 100,00       | 66 318      | 100,00      |  |
| Abstentions    | Abstentions         | Abstentions    | 23 690       | 35,82        | 20 036      | 30,21       |  |
| Votants        | Votants             | Votants        | 42 442       | 64,18        | 46 282      | 69,79       |  |
| Blancs et nuls | Blancs et nuls      | Blancs et nuls | 1 062        | 2,5          | 1 202       | 2,6         |  |
| Exprimés       | Exprimés            | Exprimés       | 41 380       | 97,5         | 45 080      | 97,4        |  |

#### Quatrième circonscription (Châteaudun)
| Candidat       | Candidat                      | Parti          | Premier tour | Premier tour | Second tour | Second tour |  |
| Candidat       | Candidat                      | Parti          | Voix         | %            | Voix        | %           |  |
| -------------- | ----------------------------- | -------------- | ------------ | ------------ | ----------- | ----------- |  |
|                | Maurice Dousset sortant réélu | UDF (PR)       | 21 284       | 48,41        | 25 792      | 55,56       |  |
|                | Dominique Vallot              | PS             | 10 419       | 23,7         | 20 628      | 44,44       |  |
|                | André Lebat                   | MRG            | 4 437        | 10,09        |             |             |  |
|                | Jean Hardy                    | PCF            | 4 359        | 9,91         |             |             |  |
|                | Claude Mallet                 | FN             | 3 471        | 7,89         |             |             |  |
|                |                               |                |              |              |             |             |  |
| Inscrits       | Inscrits                      | Inscrits       | 63 028       | 100,00       | 63 030      | 100,00      |  |
| Abstentions    | Abstentions                   | Abstentions    | 18 056       | 28,65        | 15 494      | 24,58       |  |
| Votants        | Votants                       | Votants        | 44 972       | 71,35        | 47 536      | 75,42       |  |
| Blancs et nuls | Blancs et nuls                | Blancs et nuls | 1 002        | 2,23         | 1 116       | 2,35        |  |
| Exprimés       | Exprimés                      | Exprimés       | 43 970       | 97,77        | 46 420      | 97,65       |  |